# Nemea (vin)
Le Nemea (Νεμέα) O.P.A.P. est un vin produit dans la région viticole grecque située dans le dème de Némée dans le nord-est du Péloponnèse. En Grèce, l'appellation Nemea est considérée avec le Naoussa comme l'appellation la plus importante pour les vins rouges de grande qualité. 

## Géographie
Au centre de la zone située au sud-ouest de la ville portuaire de Corinthe se trouve la petite ville de Némée. De Némée, les sentiers de randonnée « Sentiers du vin » (grec Δρόμοι του Κρασιού) mènent dans les vignobles. Les vins de la région portent le label O.P.A.P. (Onomasia proléfseos anoteras piótitos (grec Ονομασία προελευσέως ανωτέρας ποιότητος)), le plus haut niveau de qualité grecque. La zone vallonnée, qui s'élève jusqu'au niveau de chaînes de montagnes basses, est bien protégée des vents violents du Meltemi du nord par la chaîne de montagnes Kyllini. Le climat est sec en été et très chaud. Les pénuries d'eau, en particulier au printemps, peuvent être tout aussi problématiques que les pluies d'automne survenant trop tôt. En 2002, année très difficile pour de nombreuses régions viticoles, pour cette raison aucun O.P.A.P. ne fut produit.

### Divisions
La région viticole, divisée en trois sous-zones selon l'altitude, est répartie sur 16 villages. Les niveaux les plus bas du fond de la vallée à environ 250 mètres jusqu'à une altitude de 450 mètres ont les sols les plus fertiles et les microclimats les plus chauds. Les vins sont lourds, tanniques et atteignent souvent un degré d'alcool de 14 pour cent ou plus. La plupart des vins doux et semi-doux de la région proviennent de ces régions. Le niveau d'altitude suivant s'étend à environ 650 mètres. Les vins de ces localités correspondent au type moderne Nemea. Ils sont légèrement moins alcoolisés et de couleur moins intense, plus fruités, ont plus d'acidité et moins de tanin. Le dernier niveau d'altitude s'étend à environ 900 mètres. Les meilleurs emplacements sont sur le plateau d'Asprokambos. Alors que dans le passé, les vins rosés frais et acides provenaient principalement de cette région, des Nemeas de qualité supérieure sont maintenant également fabriqués, qui sont commercialisés sous le label spécial Progefsi Nemeas. Une classification des sites selon le système des crus français a récemment été envisagée

## Cépages et appellations

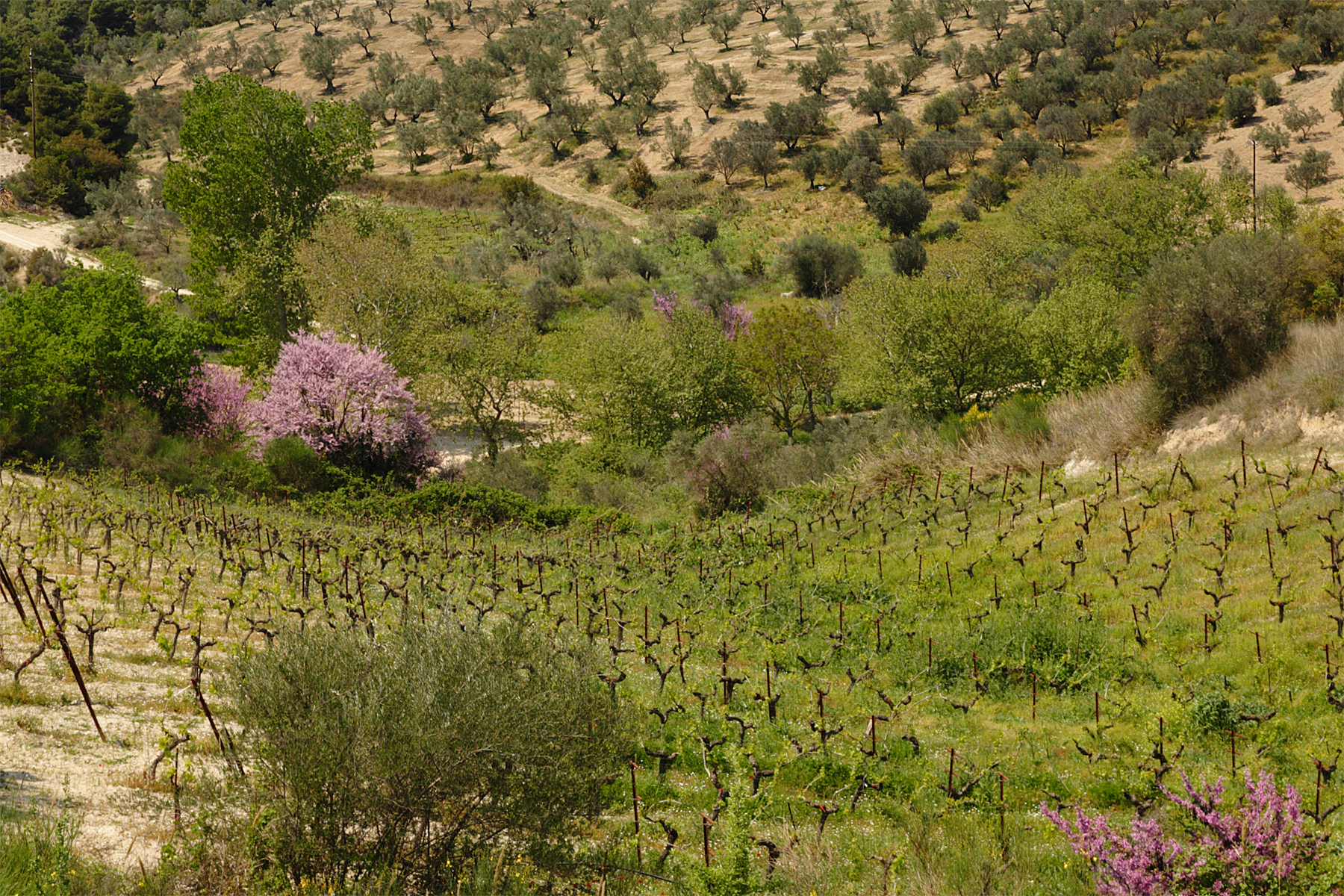
Vignobles et oliveraies, région de Némée, Péloponnèse.

Pour les vins O.P.A.P., seuls sont autorisés ceux qui sont fabriqués à partir de la seule variété Agiorgitiko, dont le nom est dérivé d'Agios Georgios, l'ancien nom de Némée. On produit principalement des vins rouges secs, mais les vins semi-doux et doux peuvent également porter le label O.P.A.P.. Les vins de meilleure qualité sont vieillis en fûts de chêne français, dans lesquels ils vieillissent pendant au moins un an.
Au sein de l'appellation, environ 2000 hectares sont plantés en Agiorgitiko, à partir duquel les vins d'appellation peuvent être pressés, à condition qu'ils respectent les statuts de l'appellation en termes de rendement en hectare et de teneur minimale en sucre. La récolte dans les zones les plus basses commence dans le dernier tiers de septembre et se termine dans les zones les plus élevées et les meilleurs emplacements à la fin octobre.
En plus du monocépage Nemea, la plupart des vignobles de la région produisent diverses cuvées de différentes vignes autochtones et internationales, souvent de très bonnes qualités. De petites parcelles sont également plantées de cépages blancs, en particulier le Savatiano, le Roditis, le Moschofilero, et parfois l'Assyrtiko et divers cépages internationaux, en particulier dans les altitudes les plus élevées. Les vins qui en sont issus atteignent souvent des qualités de vin de table attrayantes. Certaines caves produisent également de petites quantités de retsina.